# Нашествие варваров (фильм)
«Нашествие варваров» (фр. Les Invasions barbares) — франко-канадский фильм, снятый в 2003 году сценаристом и режиссёром Дени Арканом. Лента является второй частью «кинотрилогии неудач» Аркана, в которую также входят «Закат американской империи» и «Век помрачения». В том же году фильм был представлен в конкурсной программе Каннского фестиваля. Обладатель премии «Оскар» за лучший фильм на иностранном языке в 2003 году.

## Сюжет
Реми — тяжелобольной франко-канадец (québecois) пенсионного возраста. Работая преподавателем истории, он больше прославился как похотливый сердцеед, не пропускающий ни одной юбки. Однако дни Реми сочтены. Его сын Себастьян делает все возможное, чтобы сделать отведенное отцу время как можно более ярким и позитивным и максимально смягчить его боли. Приняв свою неизбежную смерть.

## В ролях
| Актёр             | Роль                  |
| ----------------- | --------------------- |
| Реми Жирар        | Реми                  |
| Стефан Руссо      | Себастьян (сын Реми)  |
| Мари-Жозе Кроз    | Натали                |
| Марина Хэндс      | Гаэлль                |
| Дороте Берриман   | Луиза                 |
| Жоан-Мари Трембле | сестра Констанс Лазюр |
| Пьер Курци        | Пьер                  |
| Ив Жак            | Клод                  |
| Луиз Порталь      | Диана                 |
| Доминик Мишель    | Доминик               |
| Изабель Бле       | Сильвен (дочь Реми)   |
| Митсу             | Жизлен                |
| Даниэль Бриер     | Ален Люсье            |

## Награды и номинации
- 2003 — участие в основной конкурсной программе Каннского кинофестиваля, где лента получила призы за лучший сценарий (Дени Аркан) и лучшую женскую роль (Мари-Жозе Кроз).
- 2003 — приз Торонтского кинофестиваля за лучший канадский фильм.
- 2003 — приз зрительских симпатий Вальядолидского кинофестиваля.
- 2003 — премия Европейской киноакадемии за лучший международный фильм.
- 2003 — премия Национального совета кинокритиков США за лучший фильм на иностранном языке.
- 2003 — номинация на премию «Золотой овен» за лучший иностранный фильм.
- 2004 — приз «Золотая киннара» за лучший фильм на Бангкокском кинофестивале.
- 2004 — премия «Оскар» за лучший фильм на иностранном языке, а также номинация за лучший оригинальный сценарий (Дени Аркан).
- 2004 — две номинации на премию BAFTA за лучший фильм не на английском языке и за лучший оригинальный сценарий (Дени Аркан).
- 2004 — номинация на премию «Золотой глобус» за лучший фильм на иностранном языке.
- 2004 — 6 премий «Джини»: лучший фильм, режиссура (Дени Аркан), оригинальный сценарий (Дени Аркан), мужская роль (Реми Жирар), мужская роль второго плана (Стефан Руссо), женская роль второго плана (Мари-Жозе Кроз). Кроме того, лента получила три номинации: лучший монтаж (Изабель Дедьё), лучший звук, лучший звуковой монтаж.
- 2004 — премия «Выбор критиков» за лучший фильм на иностранном языке.
- 2004 — три премии «Сезар» за лучший фильм, режиссуру и сценарий (все — Дени Аркан), а также номинация в категории «Самая многообещающая актриса» (Мари-Жозе Кроз).
- 2004 — премия «Давид ди Донателло» за лучший фильм на иностранном языке.
- 2004 — премия «Люмьер» за лучший фильм на французском языке.
- 2004 — номинация на премию «Серебряная лента» в категории «Лучший иностранный режиссёр» (Дени Аркан).
- 2004 — номинация на премию «Спутник» за лучший фильм на иностранном языке.
- 2005 — премия «Чешский лев» за лучший фильм на иностранном языке.